# Yves Chevalier de Lauzières
Yves Chevalier de Lauzières, né le 31 janvier 1921 et mort en août 2003, est un général de l'armée française, entré dans la Résistance au cours de la Seconde Guerre mondiale, déporté au camp de concentration de Dachau, combattant d'Indochine puis d'Algérie.

## Biographie

### Résistance
Engagé volontaire en 1939 à 18 ans, il est très vite démobilisé. Il entre en clandestinité.
Agent de liaison du colonel puis général Pierre Dejussieu dit Pontcarral, commandant de l’armée secrète après l’arrestation du général Delestraint. Il suit le général Dejussieu pour unir les réseaux action des zones Nord et Est, le général Dejussieu devenant chef d’État-major des Forces françaises de l'Intérieur (FFI), commandant le Comité militaire d’action COMAC.

### Déportation
Arrêté au mois de mars 1944, il est incarcéré à Fresnes, interrogé par la Gestapo puis déporté au camp de concentration de Dachau le 17 juin 1944. Envoyé à Allach, kommando de Dachau, à l’usine de BMW où il subira les sévices, le travail épuisant, la faim et l'humiliation des camp. Libéré le 30 avril 1945.

### Carrière militaire[1]
Il rejoint les armées à l’issue de la guerre et est affecté au bureau renseignement des armées.
Il part pour l’Indochine en 1954 après la défaite de Dien Bien Phu.
À son retour, capitaine de l'arme blindée et cavalerie, il est affecté en Allemagne au 7e régiment de Chasseurs d’Afrique à Friedrichshafen.
Il est engagé dans les opérations de sécurité et de maintien de l’ordre en Algérie jusqu’en 1961.
Affecté au retour au cabinet du chef d’état-major de l’armée de terre en qualité d'aide de camp du chef d'état-major.
De 1965 à 1967 il est commandant en second du 2e régiment de hussards à Orléans, et chef de corps commandant le 8e régiment de chasseurs, régiment de réserve dérivé du 2e régiment de hussards.
De 1969 à 1971, il est chef de corps, commandant du 18e régiment de Dragons à Mourmelon.
Il est nommé Délégué militaire des Hauts-de-Seine.
Affecté enfin en 1981 à la direction de la protection et de la sécurité de la Défense (DPSD), aujourd'hui, direction du renseignement et de la sécurité de la Défense (DRSD).
Il termine sa carrière en 1984 comme général de brigade.

### Engagements associatifs
Rendu à la vie civile, il participe activement au développement de l'Association nationale des croix de guerre et de la valeur militaire, fondée en 1919 par le vice-amiral Emile Guépratte. Il est élu en 1984 Président national et succède au général Pierre Dejussieu-Pontcarral, son chef dans la Résistance. Il présidera l'association nationale jusqu'en 1991 et est nommé Président honoraire.
Il est alors vice-président de l’Amicale des anciens de Dachau. À ce titre il siège au sein de la délégation française du Comité International de Dachau.

## Publications
- En 1986, co-auteur pour l'Amicale des anciens de Dachau, avec le docteur Henri Laffitte, le général Yves Chevalier de Lauzières publie un ouvrage de référence sur le camp de Dachau, Allach - Kommando de Dachau[6]

- En 1992, avec Michel El Baze il rédige un manuscrit - Histoire orale - Bilan du recueil de témoignages oraux - Mémoires (1981-1991)[7]

- En 2000, il rédige le chapitre La Résistance de l'ouvrage de François-Georges Dreyfus, Le patriotisme des français sous l'occupation[8] aux Editions de Paris

## Décorations
- Commandeur de la Légion d'honneur
- Croix de guerre 1939-1945
- Croix de la Valeur militaire
- Médaille de la Résistance (décret du 6 septembre 1945)[9]